# جزایر پریبیلوف

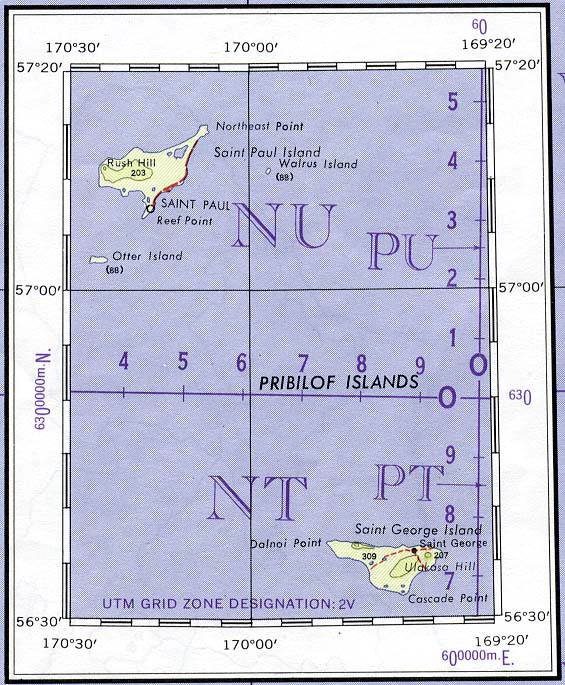
نقشه جزایر پریبیلوف

جزایر پریبیلوف (انگلیسی: Pribilof Islands) (که در گذشته با عنوان جزایر فک خزپوش شمالی شناخته می‌شدند؛ به زبان آلیوتی: Amiq، به روسی: Острова Прибылова) گروهی از جزایر آتشفشانی هستند که در سواحل جنوب‌غربی آلاسکا و در دریای برینگ قرار دارند. این جزایر در حدود ۳۲۰ کیلومتری شمال آنالاسکا  و همچنین ۳۲۰ کیلومتری جنوب‌غرب کیپ نیونهام واقع شده‌اند و بخشی از پناهگاه ملی حیات‌وحش دریایی آلاسکا محسوب می‌شوند. فاصلهٔ آن‌ها تا سواحل سیبری حدود ۸۰۰ کیلومتر است. این چهار جزیره که مجموع مساحت آن‌ها حدود ۲۰۰ کیلومتر مربع است، عمدتاً صخره‌ای هستند و پوشیده از توندرا. طبق سرشماری ۲۰۱۰ ایالات متحده آمریکا، جمعیت آن‌ها ۵۷۲ نفر بوده‌است.

## جزایر اصلی
دو جزیرهٔ اصلی سنت پاول و سنت جرج هستند. جزیرهٔ اول در روز عید پطرس و پولس کشف شد و به همین نام نام‌گذاری شد؛ جزیرهٔ دوم احتمالاً به نام کشتی‌ای که گاوریل پریبیلوف با آن سفر می‌کرد نامیده شده‌است. جزایر کوچک‌تر جزیرهٔ سمور و جزیرهٔ گراز دریایی نیز در نزدیکی سنت پاول قرار دارند. مساحت مجموع این جزایر ۱۹۵ کیلومتر مربع است و همگی بخشی از واحد دریای برینگ در پناهگاه ملی حیات‌وحش دریایی آلاسکا هستند.

## تجارت پوست فک
اگرچه در سنت‌های شفاهی آلیوتها آمده که این جزایر گه‌گاه مورد بازدید قرار می‌گرفتند، اما شواهد باستان‌شناسی یا تاریخی از سکونت بومیان در این جزایر پیش از دورهٔ روس‌ها در دست نیست. در دههٔ ۱۷۸۰، روس‌ها متوجه مهاجرت سالانهٔ فک خزپوش شمالی شدند. این فک‌ها در پاییز به شمال بازمی‌گشتند و محل زادآوری ناشناخته‌شان مورد توجه شکارچیان روس قرار گرفت. در سال ۱۷۸۶، گاوریل پریبیلوف، یکی از کارکنان شرکت لبدف-لاستوچکین، برخلاف دستور برای یافتن این مکان سفر کرد و کلونی‌هایی با میلیون‌ها فک خزپوش یافت. این جزایر محل نخستین آرتل این شرکت در آمریکای روسیه شد.
پس از تشکیل کمپانی روسی-آمریکایی، بهره‌برداری روس‌ها ادامه یافت. پس از خرید آلاسکا توسط ایالات متحده در سال ۱۸۶۷، این جزایر در اختیار شرکت بازرگانی آلاسکا و سپس شرکت بازرگانی آمریکای شمالی قرار گرفت. اما با افزایش شکار دریایی، صنعت فک کاهش یافت.
در سال ۱۹۱۱، کنوانسیون فک خزپوش اقیانوس آرام شمالی میان بریتانیا، ژاپن، روسیه و ایالات متحده به امضا رسید تا شکار محدود شود. طبق قانون فک خزپوش سال ۱۹۶۶، شکار در پریبیلوف ممنوع شد، به‌جز برای آلیوت‌های بومی جهت تأمین نیازهای معیشتی.
آمبروز بیرس در اثر طنزآمیز خود فرهنگ شیطان پیشنهاد کرده بود که شعار جزیره "locus sigilli" (به معنی "محل مهر") باشد.

## ناحیهٔ تاریخی جزیرهٔ فک
روی چپمن اندروز، جانورشناس و دیرینه‌شناس، در سال ۱۹۱۳ با کشتی ادونچرس از این جزایر بازدید کرد. فیلم‌های او از فک‌ها منجر به تلاش‌هایی برای حفاظت از آن‌ها شد. ساختمان‌های مرتبط با شکار فک خزپوش شمالی در سنت جرج و سنت پاول، امروزه جزئی از منطقهٔ ثبت ملی اماکن تاریخی هستند.

## امروز
ساکنان این جزایر عمدتاً در شهرهای سنت پاول و سنت جرج زندگی می‌کنند. جمعیت سنت پاول طبق سرشماری ۲۰۱۰ برابر با ۴۷۹ نفر است و اقتصاد آن بر پایهٔ صید سالانهٔ خرچنگ برفی، صید ماهی لوزی‌ماهی، و خدمات به ناوگان‌های ماهیگیری دریای برینگ استوار است. همچنین بسیاری در خدمات دولتی فدرال مشغول به‌کار هستند. گارد ساحلی ایالات متحده آمریکا پایگاهی در این جزیره دارد و اداره ملی اقیانوسی و جوی و خدمات هواشناسی ملی نیز در آن حضور دارند.
در سنت جرج نیز حدود ۱۰۲ نفر زندگی می‌کنند و اقتصاد آن مشابه سنت پاول است.
جزایر پریبیلوف از مقاصد مهم پرنده‌نگری هستند و بیش از ۲۱۰ گونه پرنده در آن‌ها شناسایی شده‌است. سالانه حدود دو میلیون پرنده دریایی در این جزایر لانه‌سازی می‌کنند. صخره‌های بلند جزیرهٔ سنت پاول، موسوم به دیوار ریج، از نقاط محبوب در میان پرنده‌نگرهاست.